# Fenway Kenmore
42° 20′ 31,39″ N, 71° 06′ 00,91″ O
Pour les articles homonymes, voir Fenway.
Fenway-Kenmore est un quartier de Boston, dans le Massachusetts, au nord-est des États-Unis. Bien qu'il soit considéré comme un quartier administratif, il est composé de nombreuses sections distinctes (Est Fenway, West Fenway, Audubon Cercle, Kenmore Square) qui sont presque toujours qualifiés de Fenway, Kenmore Square ou Kenmore. En outre, le quartier de Fenway est divisé en deux sous-quartiers communément appelés East Fenway/Symphony et West Fenway.
Fenway est nommé d'après le nom de artère principale aménagée par Frederick Law Olmsted, Fenway parkway (en). Lors du Recensement de 2010 la population du quartier s'élevait à 40 898 habitants pour une superficie définie à 3,2 km.
Le Fenway Park, Kenmore Square, l'université de Boston, le Berklee College of Music, l'Emmanuel College, l'université du Nord-Est, le Simmons College et le musée des beaux-arts de Boston s'y trouvent.

## Localisation
À l'est, Fenway- Kenmore est séparé du quartier de Back Bay par West Charlesgate, le Massachusetts Turnpike, Dalton Street et Belvidere Street. East Fenway est séparé de West Fenway par la rivière Muddy qui traverse les marais de Back Bay et par la rivière Charles au nord de Kenmore.
Tout au long du quartier on remarque des rangées de maisons de briques de grès et des immeubles de cinq à six étages, généralement construits entre 1880 et 1930 . Des petites boutiques indépendantes sont dispersées partout. Développements de centres commerciaux à Kenmore Square et le long de l'avenue Brookline, Beacon Street, Boylston Street et Huntington Avenue. Le stade de baseball Fenway Park est situé juste au sud du péage de Kenmore Square.

## Démographie
Au Recensement de 2010 (census 2010) la population du quartier s'élevait à 40 898 habitants contre 35 602 au Recensement de 2000 soit une forte augmentation de 14,9 %. La population de Fenway Kenmore est composée majoritairement de Blancs (70,2 %), suivi par les Asiatiques (17,8 %) et les Noirs (5,9 %). Le nombre d'habitations est de 14 390 contre 13 159 en 2000 soit une augmentation de 9,4 % avec un taux d'occupation en baisse également passant de 97,4 % à 95,5 %.
Le revenu moyen en 2009 s'élevait à 32 509 dollars, avec 23,8 % de la population ayant un revenu inférieur à10 000 dollars et 5,1 % supérieur à 200 000 dollars.

## Lieux et monuments
- Fenway Park, stade de baseball inauguré le 20 avril 1912, ce qui fait de lui le plus vieux stade du baseball majeur. Il est le domicile des Red Sox de Boston. Ce stade est notamment célèbre pour le Monstre vert, un mur haut 11 mètres pour 70 mètres de long dans le champ gauche.
- le fameux Citgo sign
- Kenmore Square est une place située l'intersection de plusieurs avenues principales (y compris Beacon Street et de l'avenue du Commonwealth), ainsi que plusieurs autres rues transversales et la station de métro de Kenmore.
- The Art Institute of Boston (en)
- Longwood Medical and Academic Area ensemble comprenant entre autres le Harvard Medical School fondé en 1792 et le Massachusetts College of Pharmacy and Health Sciences (en),
- L'université du Nord-Est, établie en 1898, elle possède huit facultés et héberge plus de 35 centres de recherche et d'éducation spécialisés et s'est rapidement diversifiée pour offrir un large choix d'études.
- le New England Conservatory of Music est la plus vieille école privée de musique des États-Unis[3].
- Des parties de l'Université de Boston dont le campus principal se situe le long de la Charles River entre les quartiers Fenway-Kenmore et Allston de Boston.
- Berklee College of Music, avec un effectif d'environ 3 800 élèves et 460 professeurs, c'est la plus grande école de musique privée des États-Unis et comporte actuellement 26 % d'étudiants étrangers
- Le Conservatoire de Boston est une école de musique, danse et théâtre. L'école décerne des Bachelor of Fine Arts, Bachelor of Music (en), Master of Fine Arts, Master of Music (en) ainsi que des Graduate Performance Diplomas et des Artist Diplomas.
- Massachusetts College of Art and Design (appelé aussi MassArt) est une école d'arts appliqués et d'arts visuels fondée en 1873.
- Simmons College (en) est un collège pour femmes.
- Emmanuel College est une université d'arts libéraux des églises catholiques fondée par les Sœurs de Notre-Dame de Namur.
- Musée Isabella Stewart Gardner est un musée consacré à l'art européen et américain. Il fut fondé en 1903 par Isabella Stewart Gardner (1840–1924).
- Musée des beaux-arts de Boston est l'un des plus grands musées des États-Unis. L'institution fut fondée en 1870 et ouvrit en 1876, après avoir emprunté une grosse partie des collections du Boston Athenæum. Le musée a emménagé dans ses locaux actuels de Huntington Avenue en 1909.

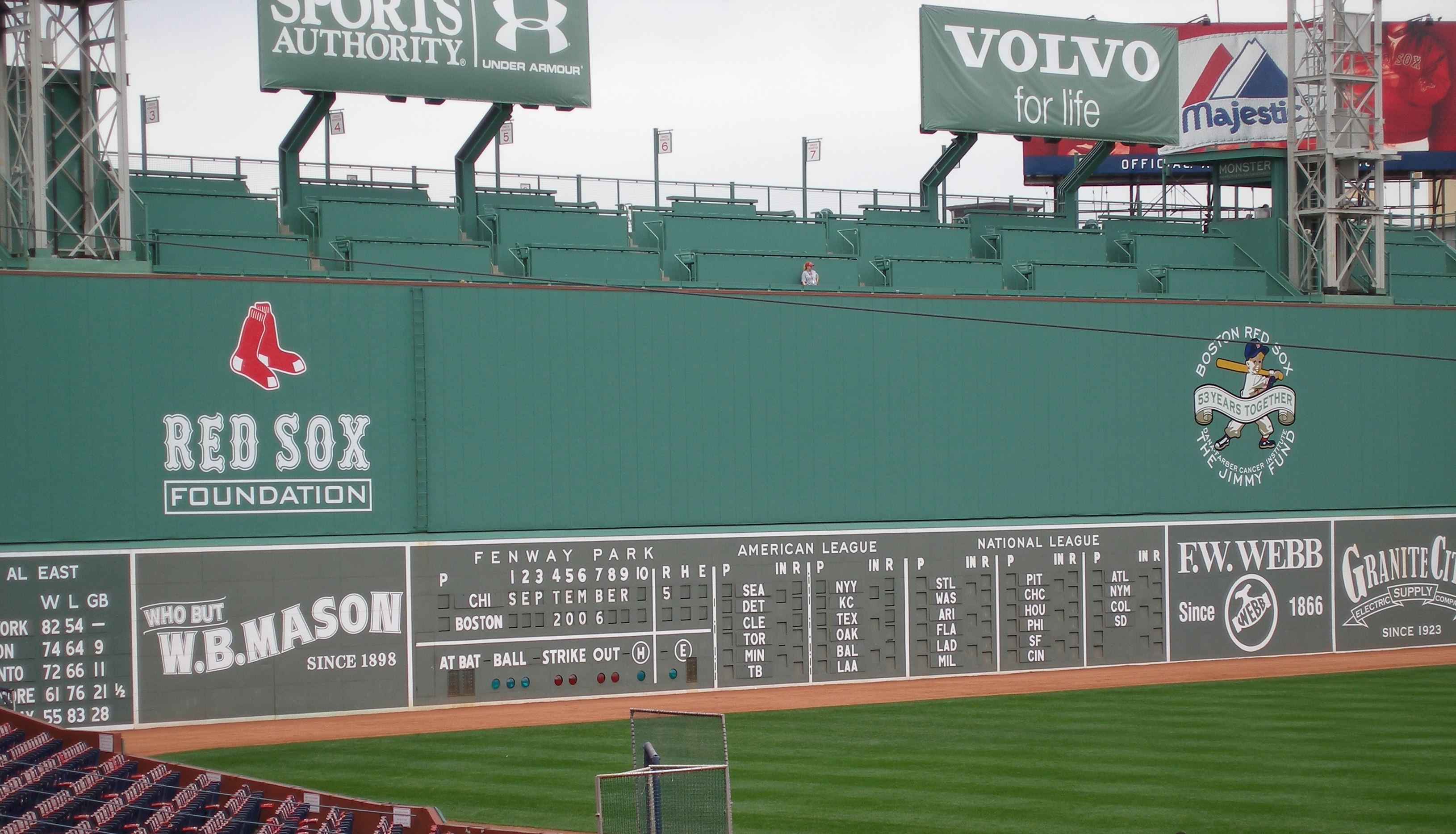
Monstre vert de Fenway Park
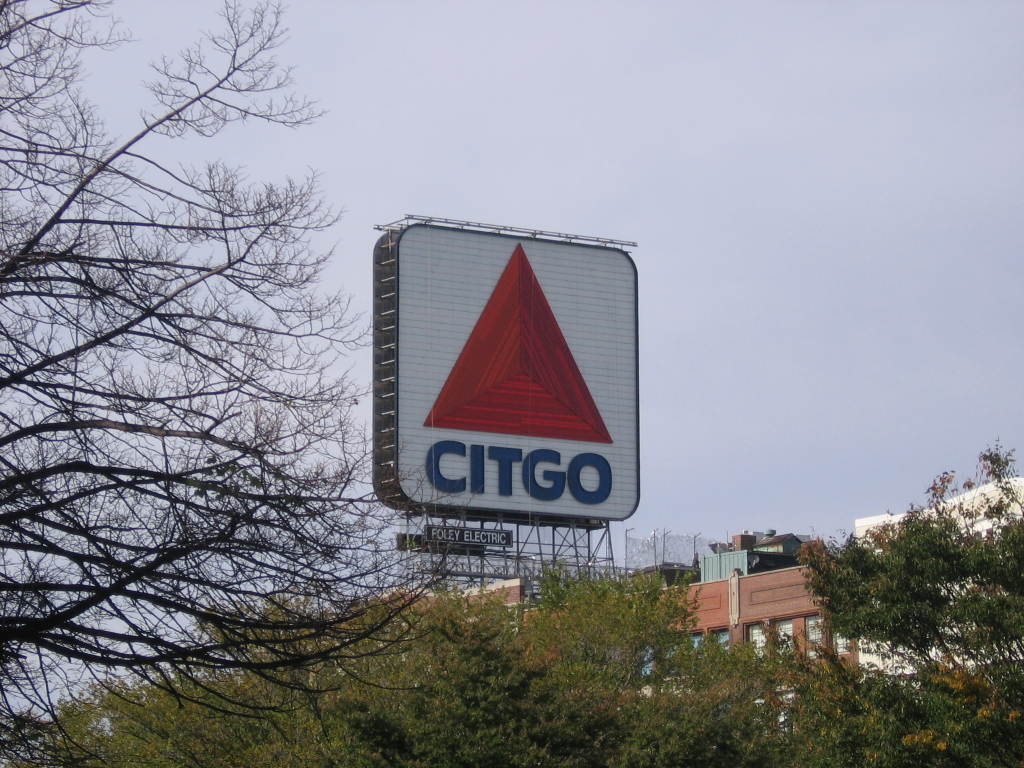
The Citgo sign vu de Lansdowne Street
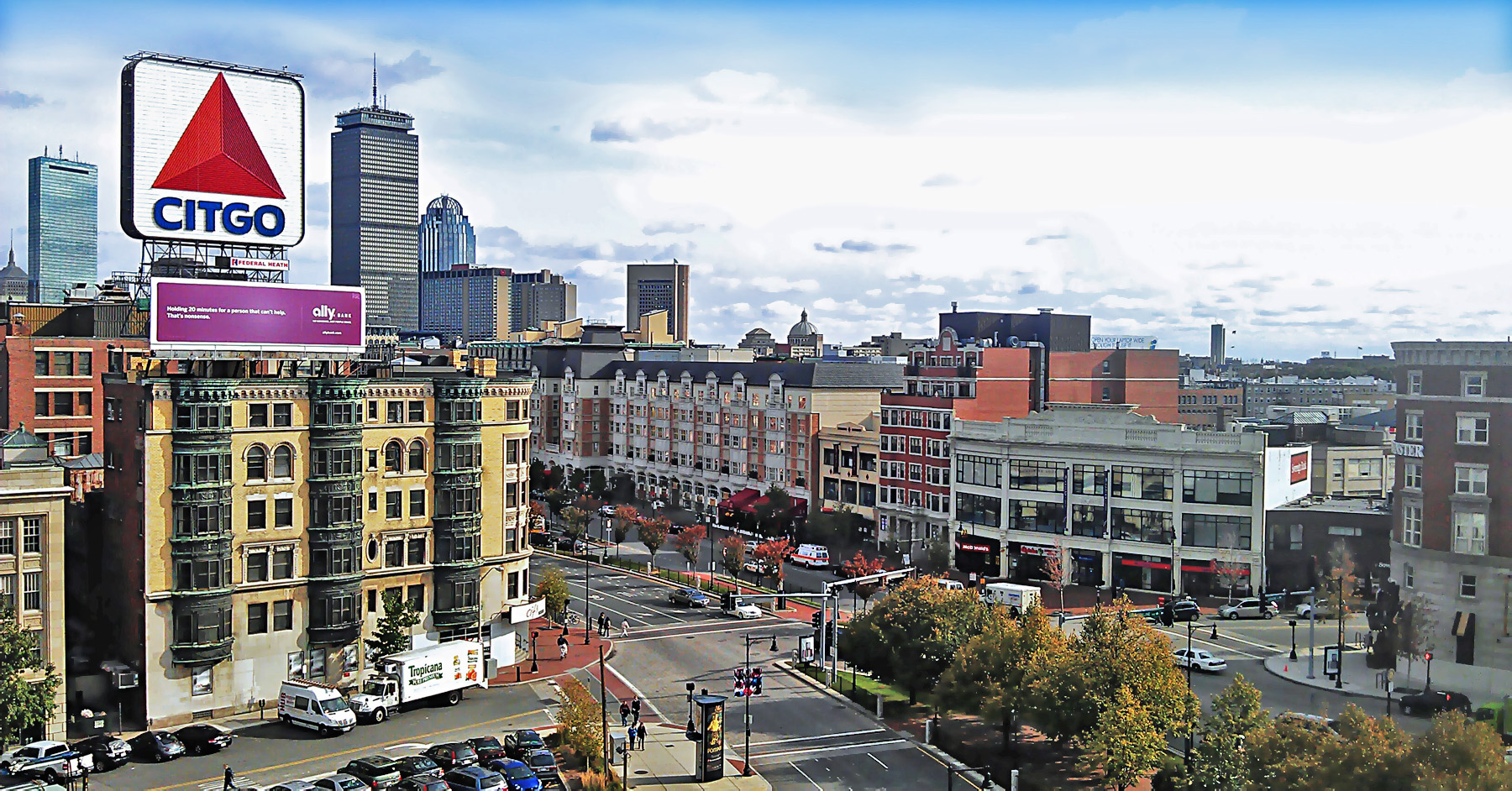
Kenmore Square
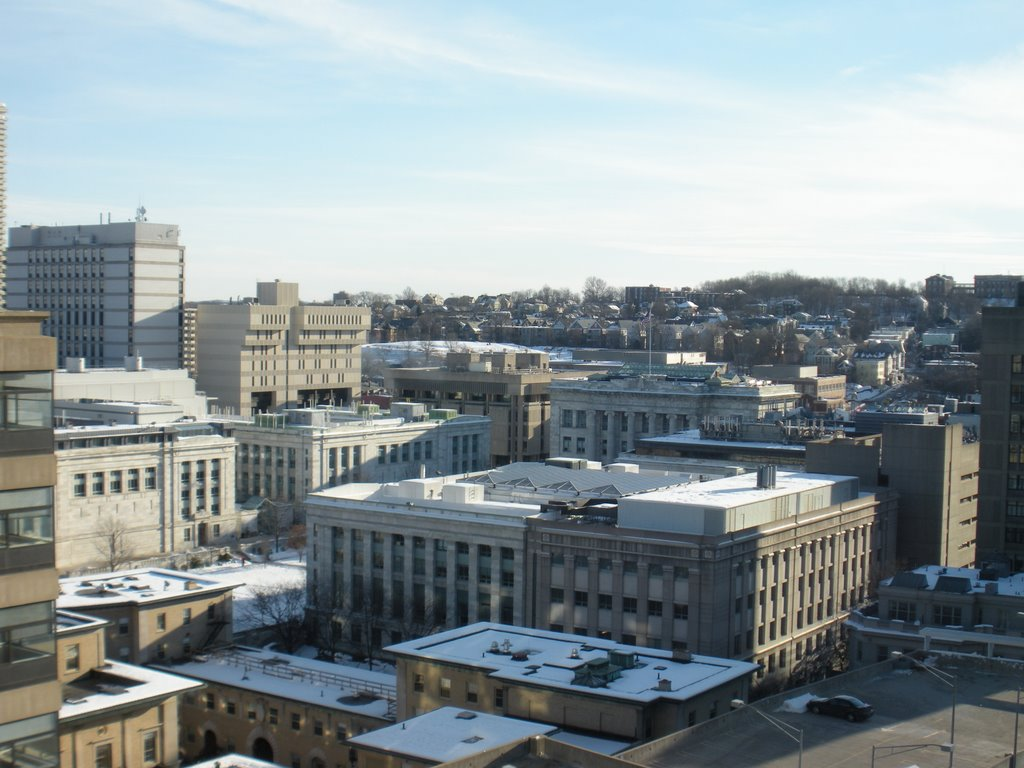
Longwood Medical and Academic Area avec au centre le Harvard Medical School
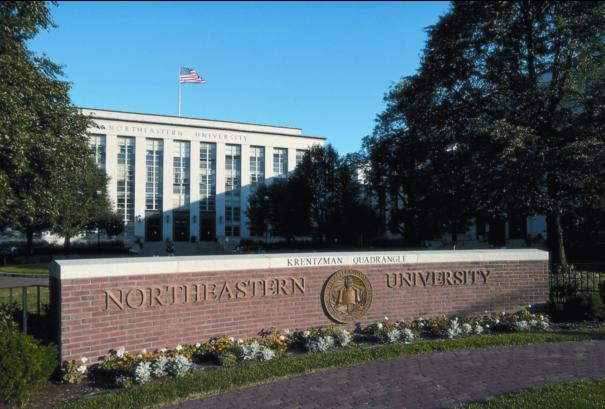
Université du Nord-Est
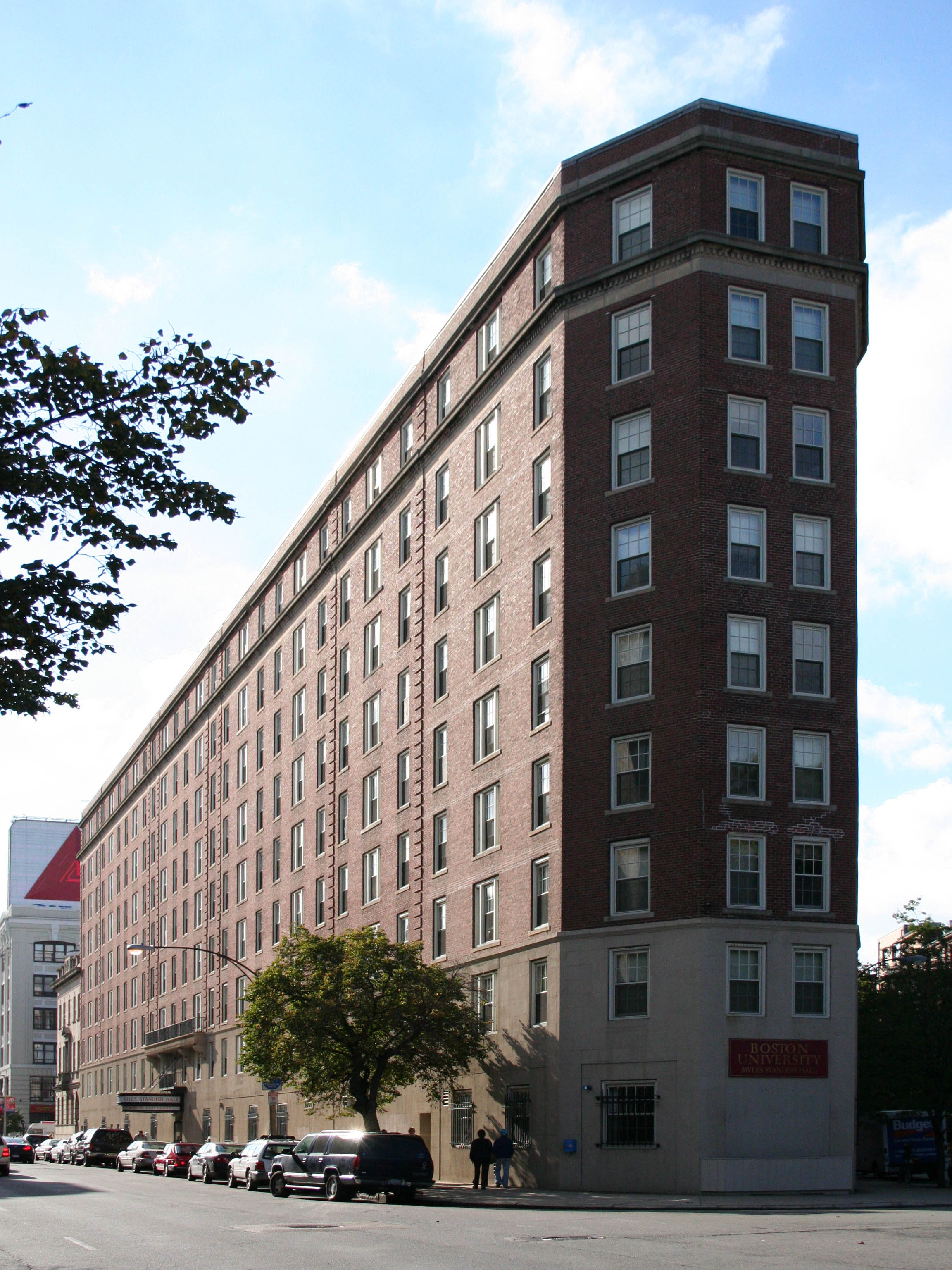
Construit en 1925 l'hôtel Myles Standish est transformé en dortoirs étudiants en 1945
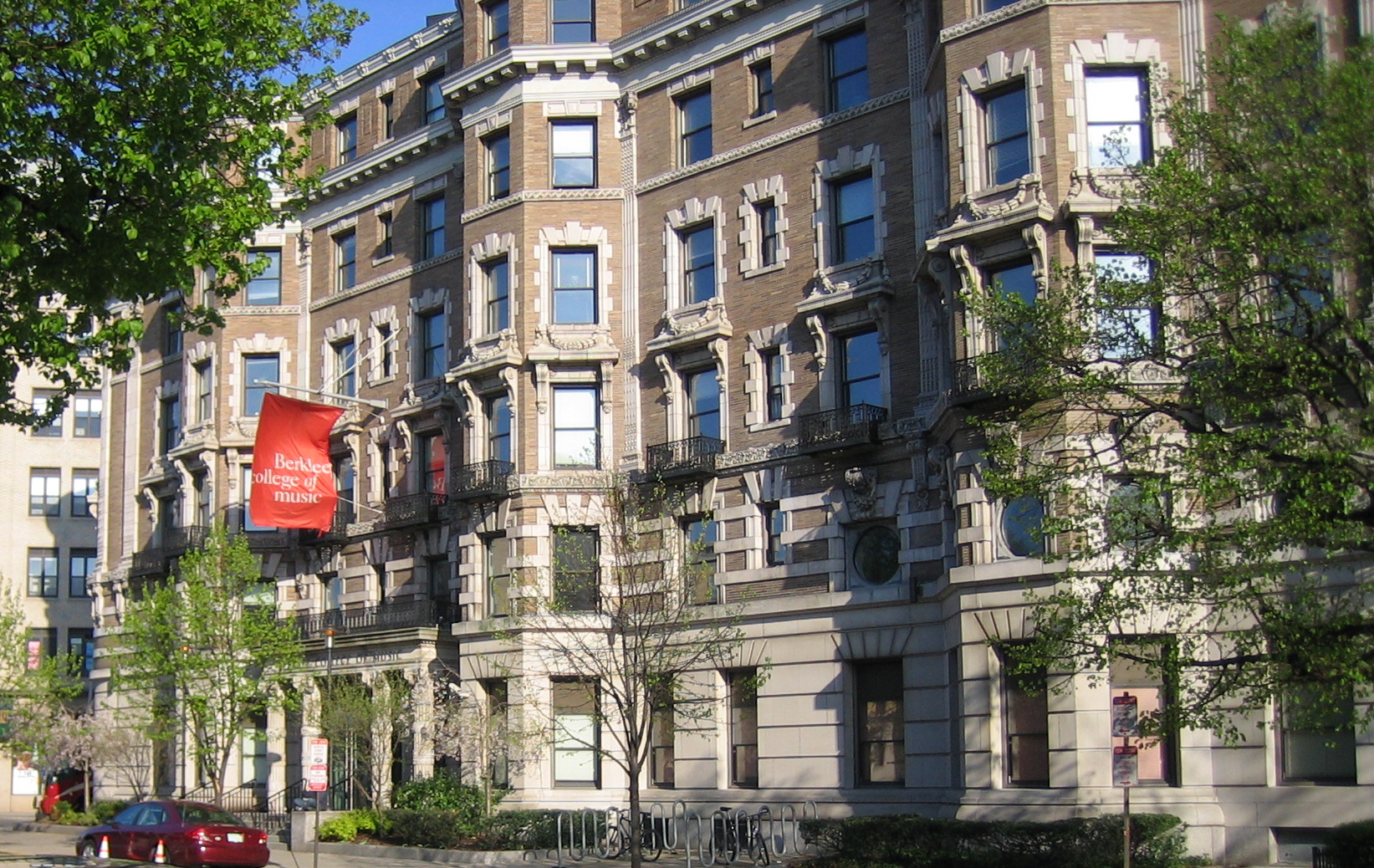
Berklee College of Music
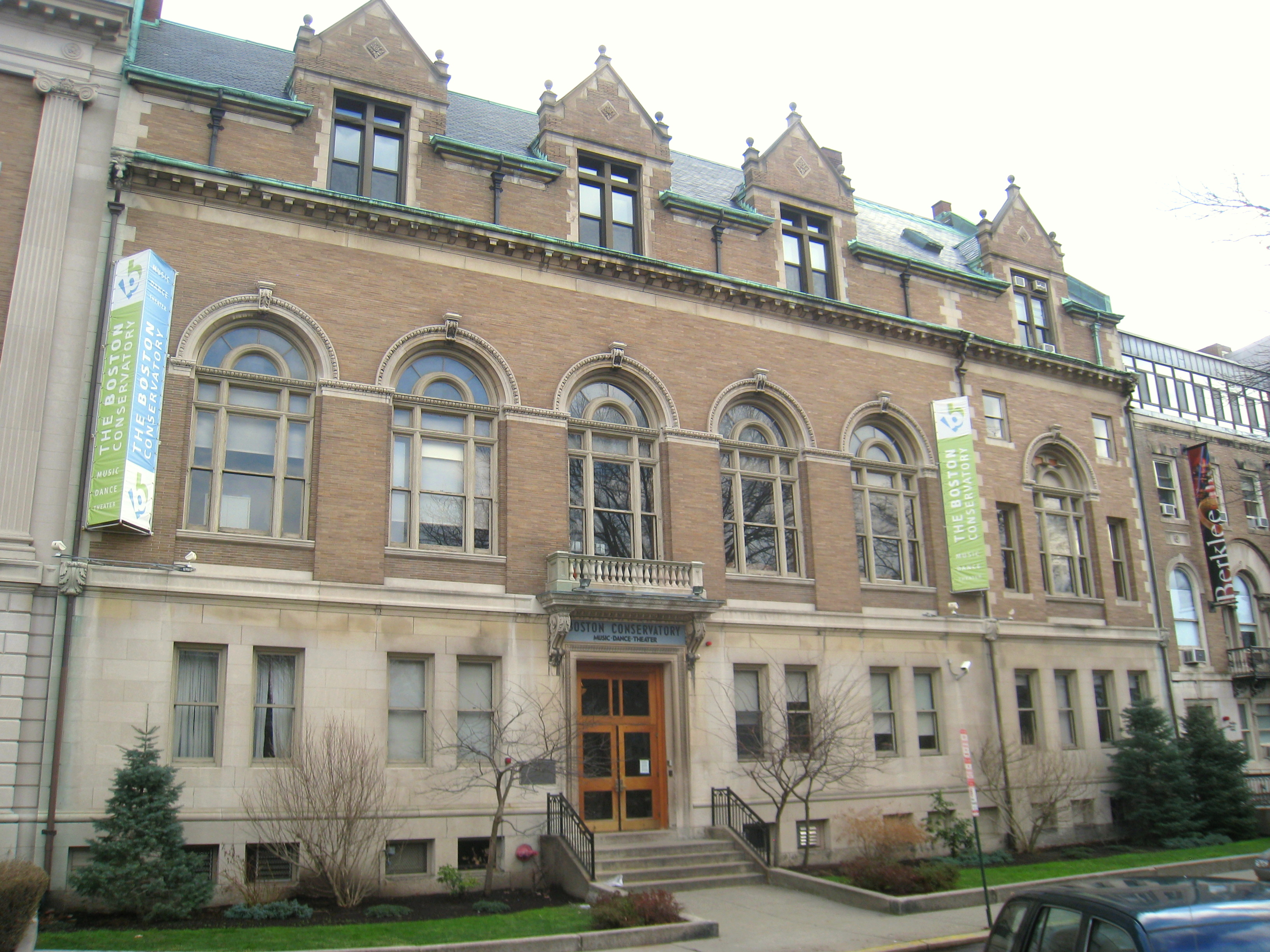
Conservatoire de Boston
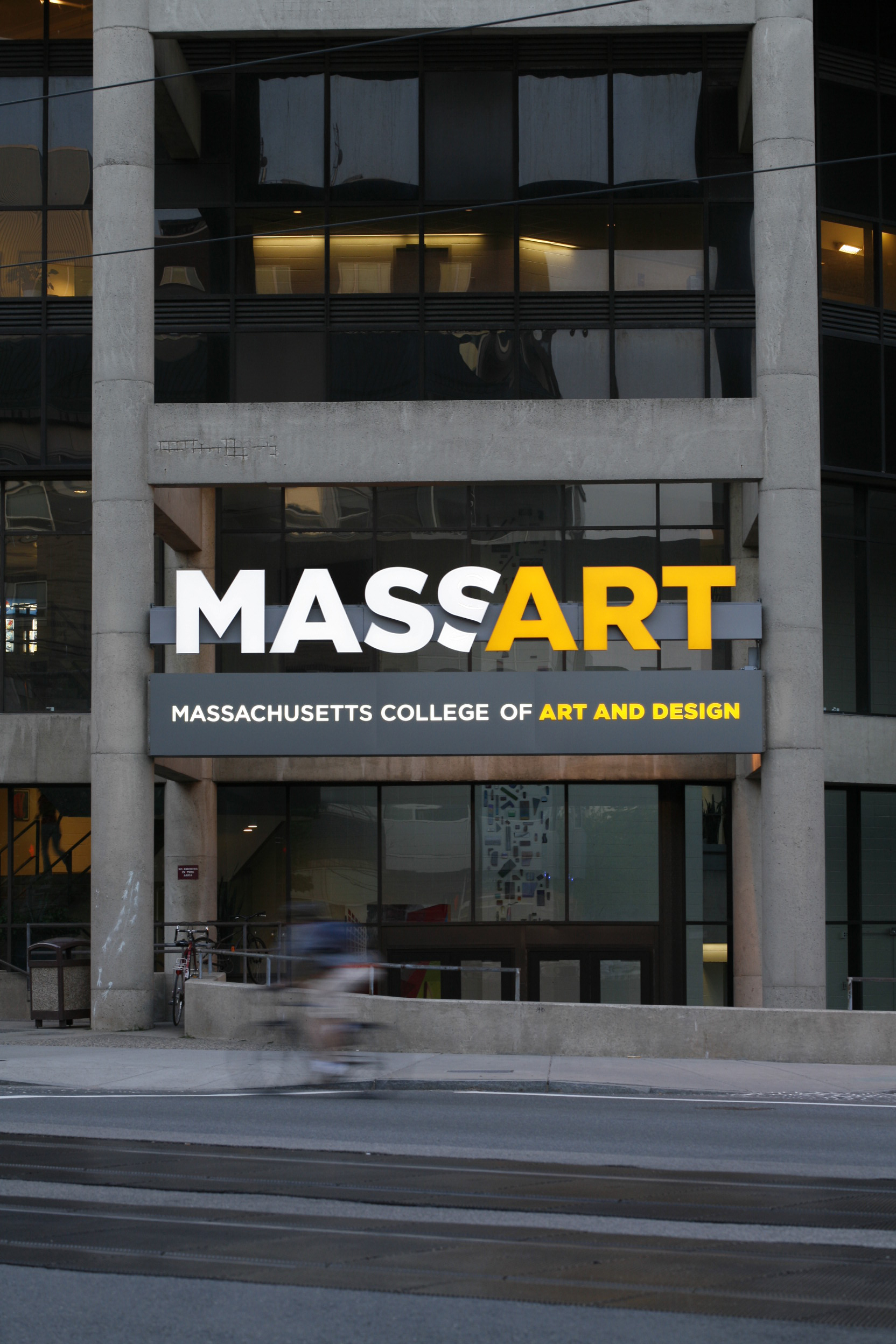
Entrée principale du MassArt
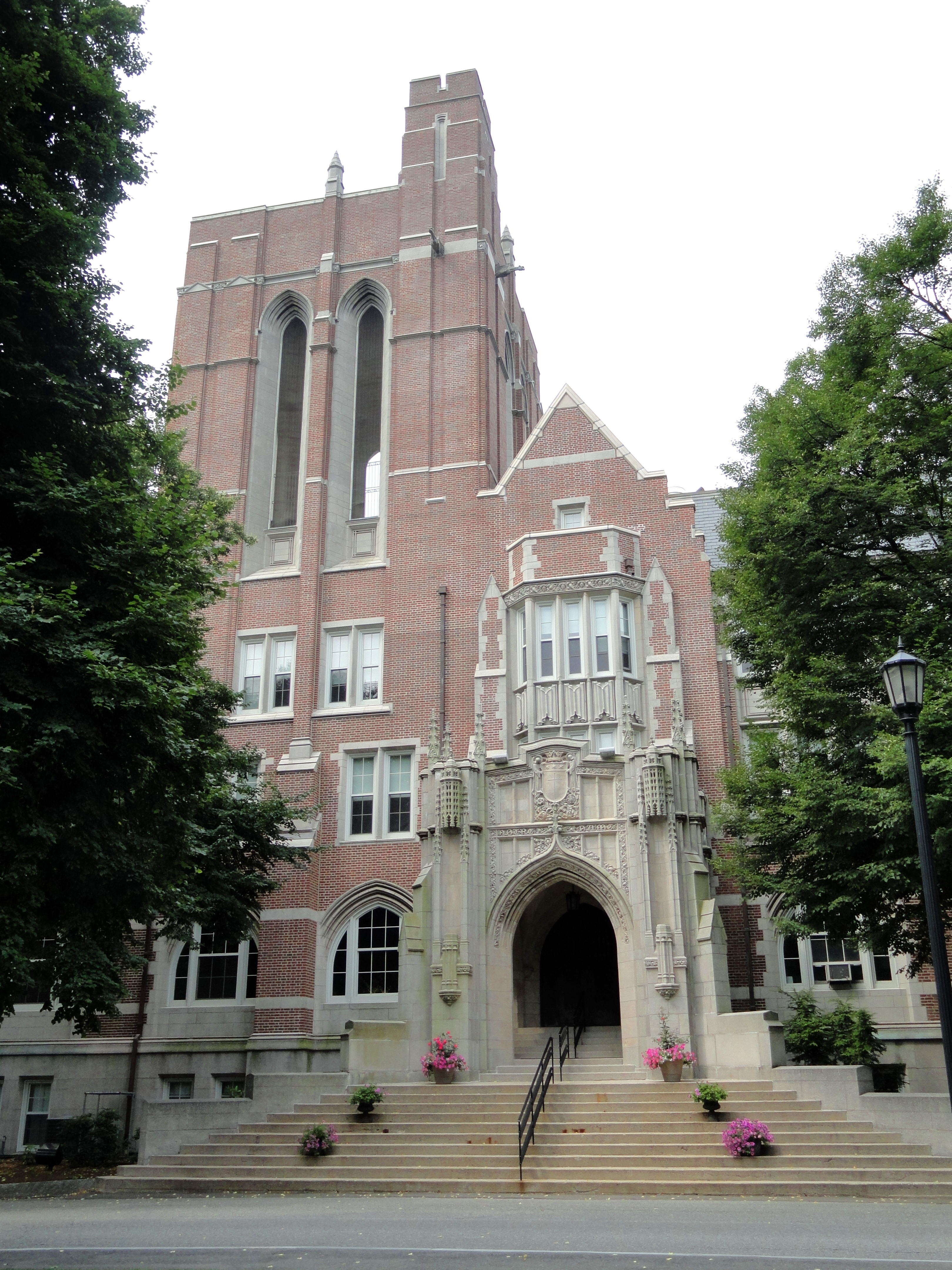
Bâtiment administratif d'Emmanuel College
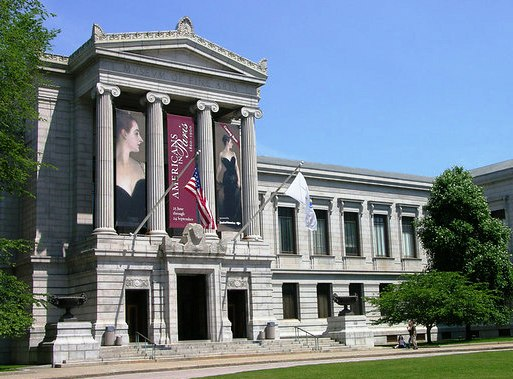
Musée des beaux-arts de Boston